# De waarheid (nummer)
"De waarheid" is een nummer van de Nederlandse zanger Marco Borsato. Het nummer verscheen op zijn gelijknamige album uit 1997. Op 22 november 1996 werd het nummer uitgebracht als de eerste single van het album.

## Achtergrond
"De waarheid" is geschreven door producer John Ewbank en is, in tegenstelling tot de meeste nummers van Borsato tot dan toe, geen cover van een Italiaans nummer. De tekst gaat over een man die op het punt staat zijn relatie te verbreken, maar niet weet hoe dit te vertellen aan zijn vriendin. In een interview met NPO Radio 2-diskjockey Bart Arens vertelde Ewbank dat het nummer is geïnspireerd door een gedicht dat hij schreef toen hij daadwerkelijk een relatie wilde verbreken. Normaal gesproken schrijft hij eerst de muziek voordat hij tekst schrijft, maar in dit geval was het andersom. Kort nadat Borsato het nummer opnam, verbrak zijn toenmalige vriendin onverwachts hun relatie.
"De waarheid" werd enkele maanden voor het album als single uitgebracht en werd een grote hit. In zowel de Nederlandse Top 40 als de Mega Top 100 behaalde het nummer de tweede plaats. Ook in Vlaanderen behaalde het de Ultratop 50 met een 29e plaats als hoogste notering. In de videoclip van het nummer wordt de vriendin van Borsato gespeeld door Daphne Deckers.

## Hitnoteringen

### Vlaamse Ultratop 50
| Hitnotering: 04-01-1997 t/m 11-01-1997 en 25-01-1997 t/m 26-04-1997 | Hitnotering: 04-01-1997 t/m 11-01-1997 en 25-01-1997 t/m 26-04-1997 | Hitnotering: 04-01-1997 t/m 11-01-1997 en 25-01-1997 t/m 26-04-1997 | Hitnotering: 04-01-1997 t/m 11-01-1997 en 25-01-1997 t/m 26-04-1997 | Hitnotering: 04-01-1997 t/m 11-01-1997 en 25-01-1997 t/m 26-04-1997 | Hitnotering: 04-01-1997 t/m 11-01-1997 en 25-01-1997 t/m 26-04-1997 | Hitnotering: 04-01-1997 t/m 11-01-1997 en 25-01-1997 t/m 26-04-1997 | Hitnotering: 04-01-1997 t/m 11-01-1997 en 25-01-1997 t/m 26-04-1997 | Hitnotering: 04-01-1997 t/m 11-01-1997 en 25-01-1997 t/m 26-04-1997 | Hitnotering: 04-01-1997 t/m 11-01-1997 en 25-01-1997 t/m 26-04-1997 | Hitnotering: 04-01-1997 t/m 11-01-1997 en 25-01-1997 t/m 26-04-1997 | Hitnotering: 04-01-1997 t/m 11-01-1997 en 25-01-1997 t/m 26-04-1997 | Hitnotering: 04-01-1997 t/m 11-01-1997 en 25-01-1997 t/m 26-04-1997 | Hitnotering: 04-01-1997 t/m 11-01-1997 en 25-01-1997 t/m 26-04-1997 | Hitnotering: 04-01-1997 t/m 11-01-1997 en 25-01-1997 t/m 26-04-1997 | Hitnotering: 04-01-1997 t/m 11-01-1997 en 25-01-1997 t/m 26-04-1997 | Hitnotering: 04-01-1997 t/m 11-01-1997 en 25-01-1997 t/m 26-04-1997 | Hitnotering: 04-01-1997 t/m 11-01-1997 en 25-01-1997 t/m 26-04-1997 | Hitnotering: 04-01-1997 t/m 11-01-1997 en 25-01-1997 t/m 26-04-1997 |
| Week                                                                | 1                                                                   | 2                                                                   |                                                                     | 3                                                                   | 4                                                                   | 5                                                                   | 6                                                                   | 7                                                                   | 8                                                                   | 9                                                                   | 10                                                                  | 11                                                                  | 12                                                                  | 13                                                                  | 14                                                                  | 15                                                                  | 16                                                                  |                                                                     |
| ------------------------------------------------------------------- | ------------------------------------------------------------------- | ------------------------------------------------------------------- | ------------------------------------------------------------------- | ------------------------------------------------------------------- | ------------------------------------------------------------------- | ------------------------------------------------------------------- | ------------------------------------------------------------------- | ------------------------------------------------------------------- | ------------------------------------------------------------------- | ------------------------------------------------------------------- | ------------------------------------------------------------------- | ------------------------------------------------------------------- | ------------------------------------------------------------------- | ------------------------------------------------------------------- | ------------------------------------------------------------------- | ------------------------------------------------------------------- | ------------------------------------------------------------------- | ------------------------------------------------------------------- |
| Positie                                                             | 49                                                                  | 47                                                                  | uit                                                                 | 47                                                                  | 31                                                                  | 29                                                                  | 34                                                                  | 36                                                                  | 39                                                                  | 42                                                                  | 44                                                                  | 49                                                                  | 41                                                                  | 38                                                                  | 42                                                                  | 40                                                                  | 49                                                                  | uit                                                                 |

### Nederlandse Top 40
| Hitnotering: 30-11-1996 t/m 22-02-1997 | Hitnotering: 30-11-1996 t/m 22-02-1997 | Hitnotering: 30-11-1996 t/m 22-02-1997 | Hitnotering: 30-11-1996 t/m 22-02-1997 | Hitnotering: 30-11-1996 t/m 22-02-1997 | Hitnotering: 30-11-1996 t/m 22-02-1997 | Hitnotering: 30-11-1996 t/m 22-02-1997 | Hitnotering: 30-11-1996 t/m 22-02-1997 | Hitnotering: 30-11-1996 t/m 22-02-1997 | Hitnotering: 30-11-1996 t/m 22-02-1997 | Hitnotering: 30-11-1996 t/m 22-02-1997 | Hitnotering: 30-11-1996 t/m 22-02-1997 | Hitnotering: 30-11-1996 t/m 22-02-1997 | Hitnotering: 30-11-1996 t/m 22-02-1997 |
| Week                                   | 1                                      | 2                                      | 3                                      | 4                                      | 5                                      | 6                                      | 7                                      | 8                                      | 9                                      | 10                                     | 11                                     | 12                                     |                                        |
| -------------------------------------- | -------------------------------------- | -------------------------------------- | -------------------------------------- | -------------------------------------- | -------------------------------------- | -------------------------------------- | -------------------------------------- | -------------------------------------- | -------------------------------------- | -------------------------------------- | -------------------------------------- | -------------------------------------- | -------------------------------------- |
| Positie                                | 11                                     | 3                                      | 2                                      | 2                                      | 3                                      | 2                                      | 4                                      | 9                                      | 13                                     | 16                                     | 25                                     | 31                                     | uit                                    |

### Mega Top 100
| Hitnotering: 30-11-1996 t/m 29-03-1997 | Hitnotering: 30-11-1996 t/m 29-03-1997 | Hitnotering: 30-11-1996 t/m 29-03-1997 | Hitnotering: 30-11-1996 t/m 29-03-1997 | Hitnotering: 30-11-1996 t/m 29-03-1997 | Hitnotering: 30-11-1996 t/m 29-03-1997 | Hitnotering: 30-11-1996 t/m 29-03-1997 | Hitnotering: 30-11-1996 t/m 29-03-1997 | Hitnotering: 30-11-1996 t/m 29-03-1997 | Hitnotering: 30-11-1996 t/m 29-03-1997 | Hitnotering: 30-11-1996 t/m 29-03-1997 | Hitnotering: 30-11-1996 t/m 29-03-1997 | Hitnotering: 30-11-1996 t/m 29-03-1997 | Hitnotering: 30-11-1996 t/m 29-03-1997 | Hitnotering: 30-11-1996 t/m 29-03-1997 | Hitnotering: 30-11-1996 t/m 29-03-1997 | Hitnotering: 30-11-1996 t/m 29-03-1997 | Hitnotering: 30-11-1996 t/m 29-03-1997 | Hitnotering: 30-11-1996 t/m 29-03-1997 | Hitnotering: 30-11-1996 t/m 29-03-1997 |
| Week                                   | 1                                      | 2                                      | 3                                      | 4                                      | 5                                      | 6                                      | 7                                      | 8                                      | 9                                      | 10                                     | 11                                     | 12                                     | 13                                     | 14                                     | 15                                     | 16                                     | 17                                     | 18                                     |                                        |
| -------------------------------------- | -------------------------------------- | -------------------------------------- | -------------------------------------- | -------------------------------------- | -------------------------------------- | -------------------------------------- | -------------------------------------- | -------------------------------------- | -------------------------------------- | -------------------------------------- | -------------------------------------- | -------------------------------------- | -------------------------------------- | -------------------------------------- | -------------------------------------- | -------------------------------------- | -------------------------------------- | -------------------------------------- | -------------------------------------- |
| Positie                                | 11                                     | 3                                      | 3                                      | 2                                      | 3                                      | 3                                      | 2                                      | 3                                      | 5                                      | 9                                      | 12                                     | 18                                     | 27                                     | 27                                     | 30                                     | 39                                     | 63                                     | 72                                     | uit                                    |

### NPO Radio 2 Top 2000
| Nummer met noteringen in de NPO Radio 2 Top 2000 | '99 | '00 | '01 | '02 | '03 | '04 | '05 | '06 | '07 | '08 | '09 | '10 | '11 | '12 | '13 | '14  | '15 | '16  | '17  | '18  | '19 | '20  | '21  | '22  | '23  | '24  |
| ------------------------------------------------ | --- | --- | --- | --- | --- | --- | --- | --- | --- | --- | --- | --- | --- | --- | --- | ---- | --- | ---- | ---- | ---- | --- | ---- | ---- | ---- | ---- | ---- |
| De waarheid                                      | 264 | 235 | 236 | 529 | 520 | 249 | 351 | 371 | 525 | 379 | 305 | 767 | 731 | 739 | 963 | 1157 | 723 | 1183 | 1202 | 1025 | 982 | 1511 | 1761 | 1829 | 1406 | 1428 |

1. ↑  Een vetgedrukt getal geeft de hoogste notering aan.